# Жидели (Балхашский район)
Жидели (каз. Жиделі) — село в Балхашском районе Алматинской области Казахстана. Административный центр Жиделинского сельского округа. Код КАТО — 193653100.

## Население
В 1999 году население села составляло 1647 человек (840 мужчин и 807 женщин). По данным переписи 2009 года, в селе проживало 1249 человек (639 мужчин и 610 женщин).